# Lucian Freud
Lucian Michael Freud (Berlim, 8 de dezembro de 1922 – Londres, 20 de julho de 2011) foi um pintor nascido na Alemanha e naturalizado britânico em 1939.

## Biografia

### Juventude
Filho de pais judeus, Ernst Ludwig Freud, arquiteto, e de Lucie Brasch, era neto de Sigmund Freud e irmão do escritor e político Clement Raphael Freud e de Stephan Gabriel Freud.
Em 1934, para escapar do antissemitismo nazista, Ernst Freud levou sua família para Londres. Em 1938, depois do Anschluss, Sigmund Freud se juntou a eles (suas últimas quatro irmãs — octogenárias — permaneceram em Viena e viriam a morrer num campo de concentração). Obteve a cidadania britânica no ano de 1939. Durante esse período estudou na escola Dartington Hall, em Totnes, Devon, e posteriormente na Bryanston School.

### Início da carreira
Freud estudou brevemente na Central School of Art em Londres, depois, com grande sucesso, na Cedric Morri's East Anglian School of Painting and Drawing em Dedham, e também na Universidade londrina de Goldsmiths de 1942 a 1943. Desde então, ele serviu como marinheiro mercante no comboio atlântico em 1941 antes de ser invalidado do serviço em 1942.
Sua primeira exibição solo, na Lefevre Gallery em 1944, apresentou o agora celebrado The Painter's Room. No verão de 1946, viajou até Paris antes de ir para Itália e lá ficar por vários meses. Desde então morou e trabalhou em Londres.
As primeiras pinturas de Freud são frequentemente associadas com o surrealismo e por apresentar pessoas e plantas em justaposições incomuns. Esses trabalhos são normalmente pintados com pintura bastante magra, mas a partir da década de 1950 começou a pintar retratos, geralmente nus, para a quase completa exclusão de tudo o mais, e começou a usar um impasto mais espesso. Com o uso dessa técnica, ele limpava seu pincel a cada pincelada. As cores nessas pinturas são tipicamente emudecidas. Os retratos de Freud geralmente apenas representavam os modelos, as vezes nus no chão ou na cama, mas as vezes o modelo é justaposto com algo mais, como em Menina com um cão branco e Homem nu com chapéu. Os temas de Freud são geralmente de pessoas nas suas vidas; amigos, família, amores, crianças. Nas palavras do artista "o assunto do tema é autobiográfico, tudo sempre tem a ver com esperança e memória e sensualidade e envolvimento, mesmo."
"Eu pinto gente — diz Freud — não pela maneira que elas se parecem, não exatamente a despeito do que elas são, mas como elas por acaso se parecem." Freud pintou um bom número de amigos artistas, incluindo Frank Auerbach, e também Henrietta Moraes, uma musa para muitos artistas do bairro londrino de Soho.

### Anos recentes
Freud era um dos mais conhecidos artistas britânicos que trabalhava com um estilo tradicional representativo, e recebeu o Prêmio Turner no ano de 1989. De acordo com o jornal Sunday Telegraph de 1 de setembro de 2002, Freud teria cerca de 40 filhos, reconhecendo todos quando se tornam adultos. Depois de seu romance com Lorna Garman, se casou com sua sobrinha Kitty (filha do escultor Jacob Epstein e da socialite Kathleen Garman) em 1948, mas seu casamento acabou depois de quatro anos quando ele iniciou um romance com Lady Caroline Blackwood, escritora. Se casaram em 1957.
Sua pintura After Cezanne, que é notável pelas suas formas incomuns, foi comprada pela Galeria Nacional da Austrália por 7,4 milhões de dólares. A sua parte superior esquerda desta pintura foi 'grafitada'.
Lucian Freud foi professor visitante na Slade School of Fine Art de 1949 a 1954, na Universidade de Londres.
Apesar de internacionalmente conhecido como um dos mais importantes artistas do século XX, há poucas oportunidades de ver as pinturas e gravuras de Lucian Freud na Grã-Bretanha. Em 1996, houve uma grande exibição de 27 obras e 13 gravuras na Abbot Hall Art Gallery em Kendal, cobrindo todo os períodos da obra de Freud. Isso foi notavelmente seguido por um grande retrospectivo na Tate Britain em 2002. Durante o período de maio de 2000 a dezembro de 2001, Freud pintou a rainha Isabel II do Reino Unido.
Morreu em julho de 2011, aos 88 anos.

## Benefits Supervisor Sleeping
A obra Benefits Supervisor Sleeping, de 1995 foi vendida por 33,6 milhões de dólares, o equivalente a 21,7 milhões de euros, em Maio de 2008 pela Christie's de Nova Iorque. Com esse valor, tornou-se a obra mais cara de um artista vivo já vendida até ao momento.